# Raival
Raival – miejscowość i gmina we Francji, w regionie Grand Est, w departamencie Moza.
Według danych na rok 1990 gminę zamieszkiwały 223 osoby, a gęstość zaludnienia wynosiła 12 osób/km² (wśród 2335 gmin Lotaryngii Raival plasuje się na 822. miejscu pod względem liczby ludności, natomiast pod względem powierzchni na miejscu 215.).